# Michał Kaczorowski

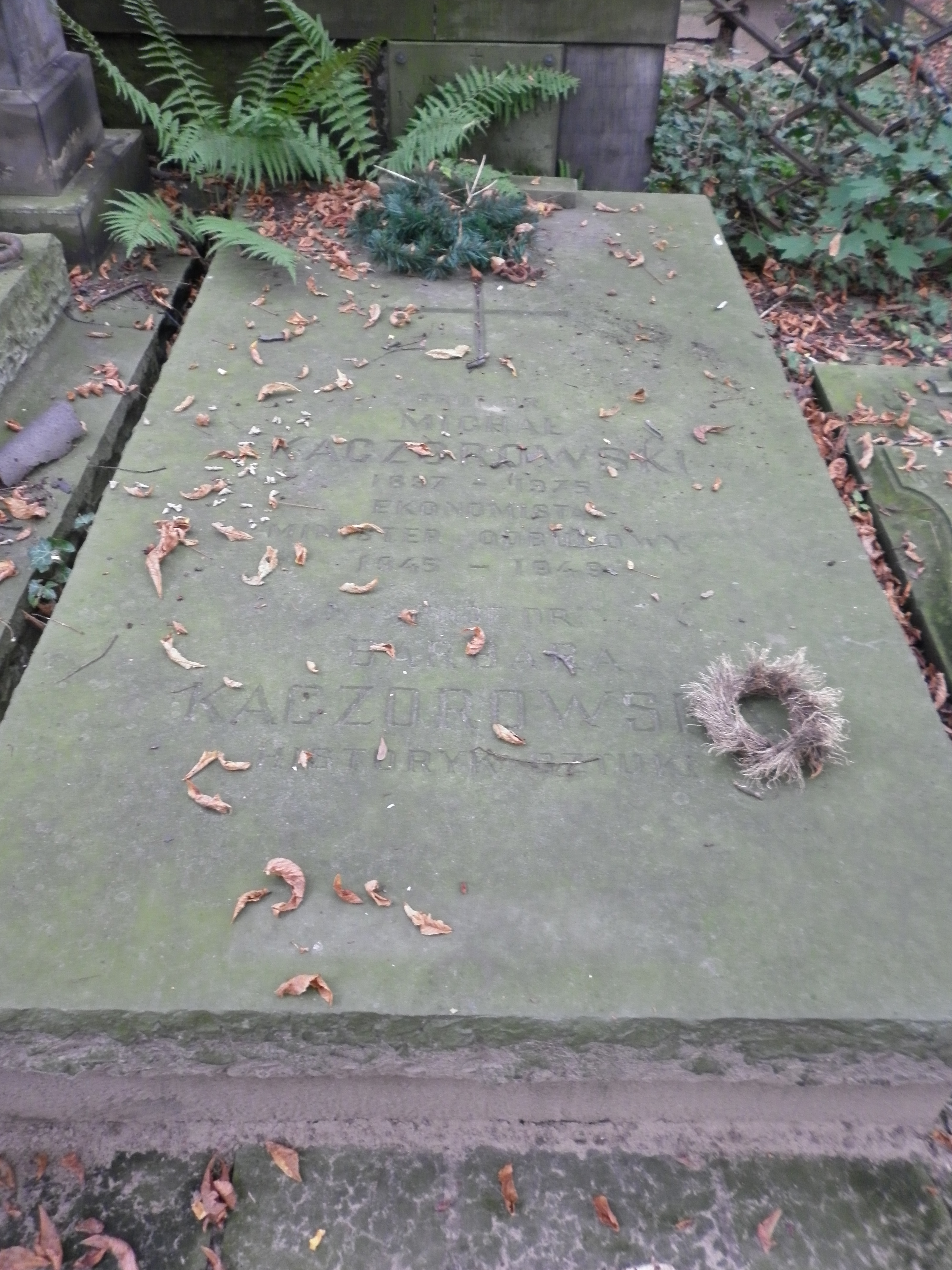
Grób Michała Kaczorowskiego na Starych Powązkach

Michał Kaczorowski (ur. 27 września 1897 w Częstochowie, zm. 15 marca 1975 w Warszawie) – polski ekonomista, urbanista, architekt i polityk. Minister odbudowy w latach 1945–1949, poseł do Krajowej Rady Narodowej i na Sejm Ustawodawczy.

## Życiorys
Syn Leonarda i Marii. W 1915 ukończył szkołę średnią w Warszawie. Od 1915 studiował na Wydziale Ekonomicznym Cesarskiego Uniwersytetu Warszawskiego, który ukończył w 1918. W 1918 wstąpił do Wojska Polskiego, uczestniczył w II i III powstaniu śląskim. 
W 1924 ukończył studia na Wydziale Prawa Uniwersytetu Warszawskiego. Był specjalistą w dziedzinie planowania przestrzennego i budownictwa. W 1930 podjął pracę w Biurze Ekonomicznym Prezesa Rady Ministrów, był redaktorem tygodnika „Polska Gospodarka”. Do 1939 pracował w Ministerstwie Pracy i Opieki Społecznej, Ministerstwa Przemysłu i Handlu i w Ministerstwie Skarbu.  
W 1939 uczestniczył w obronie Warszawy. Podczas II wojny światowej był wykładowcą na Wolnej Wszechnicy Polskiej, do 1944 – członkiem Konspiracyjnej Komisji Urbanistycznej. Był pracownikiem Biura Planu Regionalnego i Biura Planu Krajowego. W 1944 był kierownikiem Biura Planowania i Odbudowy przy Polskim Komitecie Wyzwolenia Narodowego.  
Od 11 czerwca 1945 do 1 kwietnia 1949 był ministrem odbudowy kraju w Rządzie Tymczasowym, Tymczasowym Rządzie Jedności Narodowej i pierwszym rządzie Józefa Cyrankiewicza, w latach 1946–1949 prezesem Głównego Urzędu Planowania Przestrzennego. Od 1947 był profesorem na Wydziale Architektury Politechniki Warszawskiej. Był wiceprzewodniczącym Komisji Planowania Regionalnego Warszawy i współorganizatorem Towarzystwa Osiedli Robotniczych. W 1948 był inicjatorem utworzenia Instytutu Budownictwa Mieszkaniowego, a w latach 1949–1971 jego dyrektorem. Od 1955 do 1959 był również dyrektorem Instytutu Urbanistyki i Architektury. Pełnił mandat poselski do Krajowej Rady Narodowej i na Sejm Ustawodawczy. Od 1971 był członkiem Obywatelskiego Komitetu Odbudowy Zamku Królewskiego w Warszawie.
W 1939 przystąpił do Polskiej Partii Socjalistycznej, w latach 1945–1948 zasiadał w radzie naczelnej „lubelskiej” PPS. Od 1948 należał do Polskiej Zjednoczonej Partii Robotniczej. Członek honorowy Towarzystwa Urbanistów Polskich. Był autorem licznych prac z zakresu zagadnień mieszkaniowych, polityki terenowej, odbudowy i planowania miast w tym Warszawy i jej rejonu. 
Spoczywa na cmentarzu Powązkowskim w Warszawie (kwatera 162-4-23,24).

## Wybrane publikacje
- Zagadnienia ekonomiki projektowania architektonicznego (1958)
- Początki odbudowy kraju i stolicy (1979)

## Ordery i odznaczenia
- Krzyż Komandorski z Gwiazdą Orderu Odrodzenia Polski (19 lipca 1946)[5]
- Krzyż Niepodległości (15 kwietnia 1932)[6]
- Krzyż Walecznych
- Krzyż na Śląskiej Wstędze Waleczności i Zasługi
- Medal za Warszawę 1939–1945 (17 stycznia 1946)[7]
- Medal 10-lecia Polski Ludowej (14 stycznia 1955)[8]